# كيم ريتشاردسون
كيم ريتشاردسون هي عازفة الجاز كندية، ولدت في 22 ديسمبر 1965 في ريتشموند هيل في كندا.

## وصلات خارجية
- الموقع الرسمي
- كيم ريتشاردسون على موقع IMDb (الإنجليزية)
- كيم ريتشاردسون على موقع ميوزك برينز (الإنجليزية)